# Windkompensation (MTI)
Die Windkompensation ist eine Unterbaugruppe in einem Störschutzsystem eines Luftverteidigungsradargerätes. Radargeräte mit einem Moving Target Indikator (MTI), einem System zur Erkennung von sich bewegenden Flugobjekten, haben ein Problem mit Wetterclutter oder Düppelwolken, wenn diese sich mit der Windgeschwindigkeit bewegen und deswegen ebenso wie Flugobjekte eine Dopplerverschiebung der Sendefrequenz des Radargerätes verursachen. Diese mit Windgeschwindigkeit bewegten Störungen würden auf dem Bildschirm eine Fläche mit starker Helligkeit erzeugen, innerhalb derer die Erkennung von Flugzeugen erschwert ist. Das System zur Unterdrückung dieser speziellen Störungen wird Windkompensation genannt.
Eine technische Lösung dieses Problems bei analogen Radargeräten ist, dem Kohärentoszillator des MTI-Systems eine zusätzliche Frequenz aufzumodulieren, die der Dopplerfrequenz der Radialgeschwindigkeit des Windes entspricht. Somit werden die Ziele, die sich mit Windgeschwindigkeit bewegen, unterdrückt.
Verwendet wird dieses Prinzip vorwiegend in analog arbeitenden Waffenleit- und Zielverfolgungsradargeräten. Da hier die Radarantenne konstant in die Richtung des Zieles gerichtet ist, ist die Radialgeschwindigkeit des Windes relativ konstant. Die Windkompensation ist hier dann nur ein manuell zu bedienender Regler, der den Kohärentoszillator geringfügig verstimmt, bis die Störungen unterdrückt werden. Nachteilig ist, dass nun die Festziele nicht mehr unterdrückt werden können und auf dem Bildschirm als helle Leuchtflecken erscheinen.
Wenn sich die Antenne dreht, wie es bei Luftraumaufklärungsradargeräten üblich ist, dann ändert sich auch die Radialgeschwindigkeit des Windes periodisch in Abhängigkeit vom aktuellen Seitenwinkel der Antenne. Aus der Radargeschichte sind Anwendungen in analogen Rundsuchradargeräten bekannt, die trotzdem eine Windkompensation verwendeten. Das Störschutzsystem der P-12 („Spoon Rest“) und ihr Nachfolger P-18 war mit einer solchen Windkompensation ausgestattet. Hier wurde die Änderung der Referenzfrequenz durch einen Drehmelder realisiert, der eine dem Drehwinkel der Antenne entsprechende Amplitude einer Sinusspannung erzeugte. Die Hüllkurve dieser Sinusspannung wurde zur Verstimmung des Kohärentoszillators genutzt. Der Nahbereich mit starken Festzielen konnte von dieser Verstimmung ausgeschlossen werden.
In modernen 3D-Radargeräten mit einer digitalen Zielsignalerkennung kommt die Moving Target Indikation völlig ohne Windkompensation aus. Die Ziele werden hier anhand ihres durch eine Fast-Fourier-Transformation ermittelten Dopplerfrequenzspektrums vor einer mit Windgeschwindigkeit bewegten passiven Störung (Wolke oder Düppel) unterschieden.